# کیمیکو هاشیموتو
کیمیکو هاشیموتو (انگلیسی: Kimiko Hashimoto؛ زادهٔ ۱۷ فوریهٔ ۱۹۵۳) بازیکن بسکتبال اهل ژاپن بود.